# أوستين لويس
أوستين لويس (بالإنجليزية: Austin Lewis)‏ هو كاتب عدل ‏ وسياسي أسترالي، ولد في 5 ديسمبر 1932 في ملبورن في أستراليا. حزبياً، نشط في الحزب الليبرالي الأسترالي. وقد انتخب عضو مجلس الشيوخ الأسترالي ‏ عن دائرة فيكتوريا (17 ديسمبر 1976 – 30 يونيو 1993).